# Titolazione (chimica)
L'analisi volumetrica o volumetria è una tecnica analitica che consiste nel far reagire una soluzione a titolo noto di un reagente (titolante) con un volume noto di una soluzione a titolo non noto contenente l'analita (titolando). Conoscendo il volume di titolante utilizzato e la stechiometria di reazione si può risalire alla concentrazione dell'analita con semplici calcoli.
La procedura analitica prende il nome di titolazione e con questo termine si è soliti riferirsi all'analisi volumetrica in senso lato.

## Procedimento
Una quantità nota del campione da analizzare viene sciolta in un opportuno solvente. A questa soluzione vengono aggiunte gradualmente quantità di un secondo reagente (detto titolante), anch'esso in forma di soluzione a concentrazione rigorosamente nota, fino a quando la reazione tra i due è completa. Conoscendo la stechiometria della reazione chimica tra campione e titolante è possibile risalire alla purezza del campione partendo dal volume esatto di titolante consumato.
Il titolante viene generalmente dosato tramite una buretta, strumento che consente di leggere con precisione (generalmente fino a 0,05 ml) il volume di titolante aggiunto.
La completezza della reazione può essere rilevata in vari modi. Spesso si ricorre ad un indicatore (una sostanza che cambia colore in funzione dell'ambiente chimico in cui si trova), ma si può anche fare uso di un elettrodo (specialmente negli strumenti che eseguono titolazioni in modo automatico o semi-automatico).
Non tutte le reazioni sono adatte per poter essere impiegate in una titolazione. Le reazioni su cui si basano le titolazioni devono essere
- veloci;
- complete (devono infatti avere un'elevata costante di equilibrio);
- esattamente note nella loro stechiometria;
- devono far variare un parametro che sia rilevabile (pH, potenziale elettrochimico,...).

Benché la grande maggioranza delle titolazioni venga condotta in soluzione acquosa, anche altri solventi (etanolo, acetone, acido acetico per citarne alcuni) possono essere impiegati in casi particolari.
Quando la reazione non è sufficientemente veloce o il punto di fine reazione non è di facile rilevamento, una tecnica adottata è quella della retrotitolazione. Consiste nell'aggiungere al campione una quantità nota di titolante che sia ben oltre quanta ne occorra per completare la reazione. Il campione reagirà consumando parzialmente il titolante aggiunto. L'eccesso di titolante viene quindi a sua volta titolato con un secondo titolante a concentrazione nota con cui il primo titolante reagisce in modo veloce e facilmente rilevabile. Per un esempio di retrotitolazione, si veda la voce C.O.D.

## Tipi di titolazione
Esistono diversi tipi di titolazione, classificati secondo alcuni criteri.
Secondo il tipo di reazione che avviene nel corso della titolazione, si hanno diversi tipi di titolazioni:
- le titolazioni acido-base, basate sulla neutralizzazione di un acido da parte di una base o viceversa;
- le titolazioni di ossidoriduzione (dette anche redox), basate sulla reazione tra un ossidante ed un riducente;
- le titolazioni complessometriche, basate sulla reazione di formazione di composti di coordinazione;
- le titolazioni per precipitazione, che vengono utilizzate per determinare la concentrazione di alcuni anioni, come tramite la formazione di precipitati di alogenuri d'argento nelle titolazioni di Mohr e Volhard. Le curve delle suddette titolazioni si ottengono mettendo al posto del pH la variabile pM (pM=−log[M]).

Secondo il solvente in cui avviene la reazione ci possono essere:
- le titolazioni in ambiente acquoso, le più diffuse;
- le titolazioni in ambiente non acquoso, utilizzate più raramente e in campi particolari, come nell'industria farmaceutica, impiegano un solvente diverso dall'acqua, per esempio l'acido acetico.

Secondo le modalità applicative, intese come sequenza di operazioni da effettuare sul campione. Le possibilità sono:
- le titolazioni dirette: si aggiunge direttamente il titolante alla soluzione di analita fino al punto finale;
- le titolazioni di ritorno (o retrotitolazioni): si aggiunge un eccesso di reattivo nella soluzione da titolare e si titola quello che non ha reagito per mezzo di un opportuno titolante;
- le titolazioni indirette: si ha quando l'analita viene fatto reagire quantitativamente producendo una specie che successivamente viene titolata.

Per questi tipi di titolazione (ad eccezione della titolazione di ritorno e della titolazione indiretta) sono comuni sia l'uso di indicatori,  sia la misura del potenziale elettrico della soluzione. Altre titolazioni analitiche sono:
- le titolazioni spettrofotometriche
- le titolazioni conduttimetriche, amperometriche, potenziometriche, coulometriche e voltammetriche di natura elettroanalitica
- le titolazioni radiochimiche, che sfruttano reattivi marcati o l'induzione di radioattività
- le titolazioni calorimetriche

La parola "titolazione" è entrata in uso in passato, quando con il termine "titolo" applicato ad una soluzione veniva comunemente intesa la sua concentrazione.

### Titolazione acido-base
Questo tipo di titolazioni è utile per determinare la concentrazione ignota di un acido o di una base, mediante una reazione di neutralizzazione che porta alla formazione di un sale più acqua. La soluzione da titolare può essere un acido o una base, sia debole che forte. Il monitoraggio dell'andamento della titolazione può avvenire tramite una costante misura del pH della soluzione attraverso un apposito strumento, oppure tramite l'uso di un indicatore il cui pH di viraggio sia nella regione del punto di equivalenza. Quando si titolano acidi forti con basi forti (o viceversa) il valore del pH inizialmente varia molto lentamente, per poi avere una netta impennata al punto di equivalenza. 
Nel caso in cui si titolino acidi deboli con basi forti (o viceversa) il punto di equivalenza non sarà più a pH 7 poiché la base coniugata dell'acido debole è in grado di dare idrolisi basica restituendo quindi un pH basico. Viceversa anche l'acido coniugato della base debole darà idrolisi acida restituendo così un pH acido.

### Titolazione redox
Questo tipo di titolazione si basa su un processo di ossido-riduzione (redox), in cui avviene quindi un trasferimento di elettroni tra la specie a concentrazione nota (inserita nella buretta) e l'altra specie da titolare. La prima è in genere una sostanza fortemente ossidante, come ad esempio il permanganato di potassio (KMnO4), o riducente, come il tiosolfato di sodio (Na2S2O3), in modo da garantire la reazione desiderata con pressoché qualsiasi sostanza da titolare. Ad esempio, per il permanganato di potassio, la reazione di riduzione:
{\displaystyle {\ce {MnO4- + 8H+ + 5e- -> Mn^2+ + 4H2O}}}
ha un potenziale standard di riduzione E0 di +1,49 V, il che indica la sua capacità di ridursi facilmente. Inoltre, le titolazioni con questa sostanza hanno il vantaggio di non necessitare di un indicatore, poiché il permanganato di potassio è di un intenso colore viola, mentre la sua specie ridotta, Mn2+, è incolore: ciò significa che al raggiungimento del punto di equivalenza, la sostanza da titolare si colorerà di viola, segnalando il termine della reazione.

### Titolazione complessometrica
Questo tipo di titolazione si basa sulla formazione di un complesso tra uno ione metallico dell'analita e un agente complessante (titolante). Queste analisi vengono eseguite con l'ausilio di un indicatore che, cambiando colore nel passaggio dalla forma complessata a quella decomplessata indica il punto di equivalenza. Prima di questo punto notevole infatti all'interno della soluzione abbiamo il metallo complessato con il titolante e il metallo complessato con l'indicatore. Poiché l'indicatore viene scelto in modo che la sua costante condizionale (che determina la formazione del complesso con il metallo) sia inferiore alla costante condizionale del tiolante con il suddetto metallo, all'aggiunta di altro titolante il metallo complessato con l'indicatore decomplesserà in favore della formazione di altro complesso metallo-titolante lasciando quindi l'indicatore libero in soluzione provocando così il cambio di colore e la fine della titolazione.